# Sierra de Bernia
De Sierra de Bernia is een kleine bergketen in de Spaanse provincie Alicante, onderdeel van het Prebetisch systeem (sistema Prebético) dat op zijn beurt het noordoostelijk deel vormt van de Cordilleras Béticas, verzamelnaam voor een plooiingsgebergte dat loopt vanuit het Marokkaans Riftgebergte, via Gibraltar, tot in de Balearen. De bergketen heeft een lengte van elf kilometer en strekt zich uit in oost-westelijke richting, dicht bij de Middellandse Zee, met een totale oppervlakte van 1900 hectare op de grondgebieden van Altea, Benissa, Callosa d'En Sarrià, Calpe en Jalón. De hoogste top ligt 1.128 meter boven de zeespiegel. Het gebied bestaat hoofdzakelijk uit kalksteen uit het Krijttijdvak (Mesozoïcum / Secundair).
Aan de zuidzijde staat op een hoogte van 803 m de ruïne van het voormalige Fort van Bernia. Dit werd in 1562 in opdracht van Filips II gebouwd. Het fort diende om eventuele Moorse opstanden te voorkomen en om de kust te beschermen tegen de frequente aanvallen door Barbarijse zeerovers. Na de verdrijving van de Moren in 1609 werd het fort tussen 1612 en 1613 ontmanteld.
De Sierra de Bernia heeft de status van Gebied van communautair belang (Engels: Site of Community Importance).